# Centrum voor Parlementaire Geschiedenis
Het Centrum voor Parlementaire Geschiedenis (CPG) doet sinds 1971 wetenschappelijk onderzoek op het gebied van de parlementaire geschiedenis van Nederland na de Tweede Wereldoorlog. De resultaten van dat onderzoek worden gepubliceerd, onder andere in een serie over de naoorlogse kabinetten.

## Historie
Het CPG is op 16 februari 1971 opgericht door Frans Duynstee. Een van de kerntaken is de publicatie van de serie Parlementaire Geschiedenis van Nederland na 1945, die in het vakgebied geldt als standaardliteratuur. Hierbij is het Centrum onder andere afhankelijk van de notulen van de ministerraad die pas na vijfentwintig jaar openbaar worden gemaakt. Naast de serie verschijnt sinds 1999 ook het Jaarboek Parlementaire Geschiedenis. Ook verzorgen medewerkers van het CPG een cursus over de parlementaire geschiedenis van Nederland sinds 1945.
Het Centrum was aanvankelijk ondergebracht bij de Faculteit der Rechtsgeleerdheid van de Katholieke Universiteit Nijmegen. Vanaf 1982 verstrekte de Rijksoverheid een jaarlijkse subsidie van 400.000 gulden waarmee vier extra wetenschappelijk medewerkers konden worden aangesteld, bovenop de drie medewerkers betaald door de universiteit. Vanaf 1986 wordt het Centrum gefinancierd door de Stichting Katholieke Universiteit in Nijmegen en de in dat jaar opgerichte Stichting Parlementaire Geschiedenis, gevestigd te Den Haag. Er is een uit vier leden bestaande Wetenschappelijke Raad, die het onderzoek begeleidt. 
Sinds 1 januari 1997 maakt het CPG deel uit van de Faculteit der Letteren van de Radboud Universiteit Nijmegen.
In 2013 werd via een motie in de Tweede Kamer voor het voortbestaan van het centrum besloten, nadat het ministerie van Onderwijs, Cultuur en Wetenschap eerder de subsidie voor het instituut per 2015 voor een groot deel wilde schrappen waardoor sluiting zou dreigen.
Carla van Baalen was van 1998 tot 2022 directeur van het CPG. Zij werd opgevolgd door Ronald Kroeze.